# Було у батька три сини
«Було у батька три сини» (рос. «Было у отца три сына») — російський радянський художній фільм, знятий на кіностудії «Мосфільм» у 1981 році.

## Сюжет
У капітана торгового флоту було три сини: художник, моряк і музикант. Попри різні професії, брати жили дружно, поки старший і середній не закохалися в одну дівчину. В результаті сталася серйозна сварка, відносини в родині зіпсувалися. І тут сталася трагедія — під час пожежі на судні загинув батько. Спільне горе знову зблизило братів.

## У ролях
- Олег Єфремов —  батько
- Ада Роговцева —  мати
- Олександр Тимошкин —  Юрій
- Володимир Шевельков —  Герка
- Олександр Соловйов —  Кирило
- Ірина Малишева —  Світлана
- Раїса Куркіна —  мати Світлани
- Данило Нетребін —  батько Світлани
- Всеволод Сафонов —  моряк
- Оксана Стрельцова —  Настасья
- Іван Рижов —  дід Настасії
- Олена Наумкіна —  Олена
- Геннадій Бортніков —  Павло
- Володимир Курашкін —  Едик

## Знімальна група
- Автори сценарію: Борис Архіповець,  Самсон Поляков
- Режисер:  Геннадій Іванов
- Оператор:  Анатолій Петрицький
- Художник:  Леонід Платов
- Композитор:  Едуард Артем'єв